# Crassodynerus brevigaster
Crassodynerus brevigaster är en stekelart som beskrevs av Vecht i.sch. Crassodynerus brevigaster ingår i släktet Crassodynerus och familjen Eumenidae. Inga underarter finns listade i Catalogue of Life.